# Bazumtar
Bazumtar (armeniska: Բազումթառ) är ett berg i Armenien. Det ligger i provinsen Lori, i den nordvästra delen av landet, 80 kilometer norr om huvudstaden Jerevan. Toppen på Bazumtar är 2 799 meter över havet.